# Longechenal
Longechenal est une commune française située dans le département de l'Isère, en région Auvergne-Rhône-Alpes.
Ancienne paroisse de la province du Dauphiné, la commune est positionnée dans la partie septentrionale du département de l'Isère entre les agglomérations lyonnaise et grenobloise. Longechenal est en outre située dans la communauté de communes de Bièvre Isère, dont le siège est situé dans la commune voisine de Saint-Étienne-de-Saint-Geoirs.
Ses habitants sont appelés les Longechenots et les Longechenotes.

## Géographie

### Situation et description
Situé, en moyenne, à plus de 500 mètres d'altitude, le territoire de Longechenal s'étend sur 8,1 km2. L'aspect de la commune, située hors de toute grande agglomération, à l'écart des grandes routes et entourée de terres agricoles est très nettement rural dans la petite région naturelle des Terres froides.
Le centre du village (mairie de Longechenal) se situe (par la route) à 69 km du centre de Lyon, préfecture de la région Auvergne-Rhône-Alpes et à 49 km de Grenoble, préfecture du département de l'Isère, ainsi qu'à 324 km de Marseille et 535 km de Paris.

### Géologie
Longechenal est située dans la plaine du Liers, petit replat situé entre les collines des Terres froides et des collines mollassiques situées au nord du Grand-Lemps. La plaine du Liers correspond à une langue glaciaire datant du quaternaire et qui a disparu à la fin de la dernière glaciation. La plaine de Bièvre, voisine, est issue d'un phénomène identique.

### Communes limitrophes
| Eydoche                  |             | Bizonnes                 |
| Mottier                  | Longechenal | Châbons / Le Grand-Lemps |
| Saint-Hilaire-de-la-Côte | La Frette   | Bevenais                 |

### Climat
Pour des articles plus généraux, voir Climat d'Auvergne-Rhône-Alpes et Climat de l'Isère.
En 2010, le climat de la commune est de type climat océanique altéré, selon une étude du Centre national de la recherche scientifique s'appuyant sur une série de données couvrant la période 1971-2000. En 2020, Météo-France publie une typologie des climats de la France métropolitaine dans laquelle la commune est exposée à un climat de montagne ou de marges de montagne et est dans la région climatique  Alpes du nord, caractérisée par une pluviométrie annuelle de 1 200 à 1 500 mm, irrégulièrement répartie en été. 
Pour la période 1971-2000, la température annuelle moyenne est de 10,4 °C, avec une amplitude thermique annuelle de 17 °C. Le cumul annuel moyen de précipitations est de 1 105 mm, avec 10 jours de précipitations en janvier et 6,5 jours en juillet. Pour la période 1991-2020, la température moyenne annuelle observée sur la station météorologique de Météo-France la plus proche, « Grenoble-Saint-Geoirs », sur la commune de Saint-Étienne-de-Saint-Geoirs à 10 km à vol d'oiseau, est de 11,5 °C et le cumul annuel moyen de précipitations est de 915,1 mm,. Pour l'avenir, les paramètres climatiques de la commune estimés pour 2050 selon différents scénarios d'émission de gaz à effet de serre sont consultables sur un site dédié publié par Météo-France en novembre 2022.

### Hydrologie
Malgré sa situation dans une vallée (cependant d'origine morainique), la commune ne comprend aucun cours d'eau notable. L'étang des Vernes, situé dans le secteur de la Combe Noire est la seule étendue d'eau notable.

### Voies de communication
Longé à l'ouest, en limite de son territoire, par la route départementale 1085 (RD1085) (ancienne route nationale 85), reliant Lyon à Grenoble, le village et ses principaux hameaux sont situés à l'écart des grandes voies de circulation.
Seule, la RD51g permet de relier la commune aux communes voisines. Elle se raccorde à l'ouest à la RD1085 avant de rejoindre la commune de Mottier et à l'est à la RD51b, permettant de rejoindre les communes de Bizonnes et du Grand-Lemps.
L'autoroute A48  qui relie l'agglomération Lyonnaise à celle de Grenoble passe à non loin des limites orientales de la commune, sur le territoire de la commune de Colombe. L'échangeur le plus proche est également situé à Colombe.

## Urbanisme

### Typologie
Au 1er janvier 2024, Longechenal est catégorisée commune rurale à habitat dispersé, selon la nouvelle grille communale de densité à sept niveaux définie par l'Insee en 2022.
Elle est située hors unité urbaine et hors attraction des villes,.

### Occupation des sols
L'occupation des sols de la commune, telle qu'elle ressort de la base de données européenne d’occupation biophysique des sols Corine Land Cover (CLC), est marquée par l'importance des territoires agricoles (70,2 % en 2018), en diminution par rapport à 1990 (71,1 %). La répartition détaillée en 2018 est la suivante : 
terres arables (55,4 %), forêts (23 %), prairies (11,9 %), zones urbanisées (6,8 %), zones agricoles hétérogènes (3 %). L'évolution de l’occupation des sols de la commune et de ses infrastructures peut être observée sur les différentes représentations cartographiques du territoire : la carte de Cassini (XVIIIe siècle), la carte d'état-major (1820-1866) et les cartes ou photos aériennes de l'IGN pour la période actuelle (1950 à aujourd'hui).

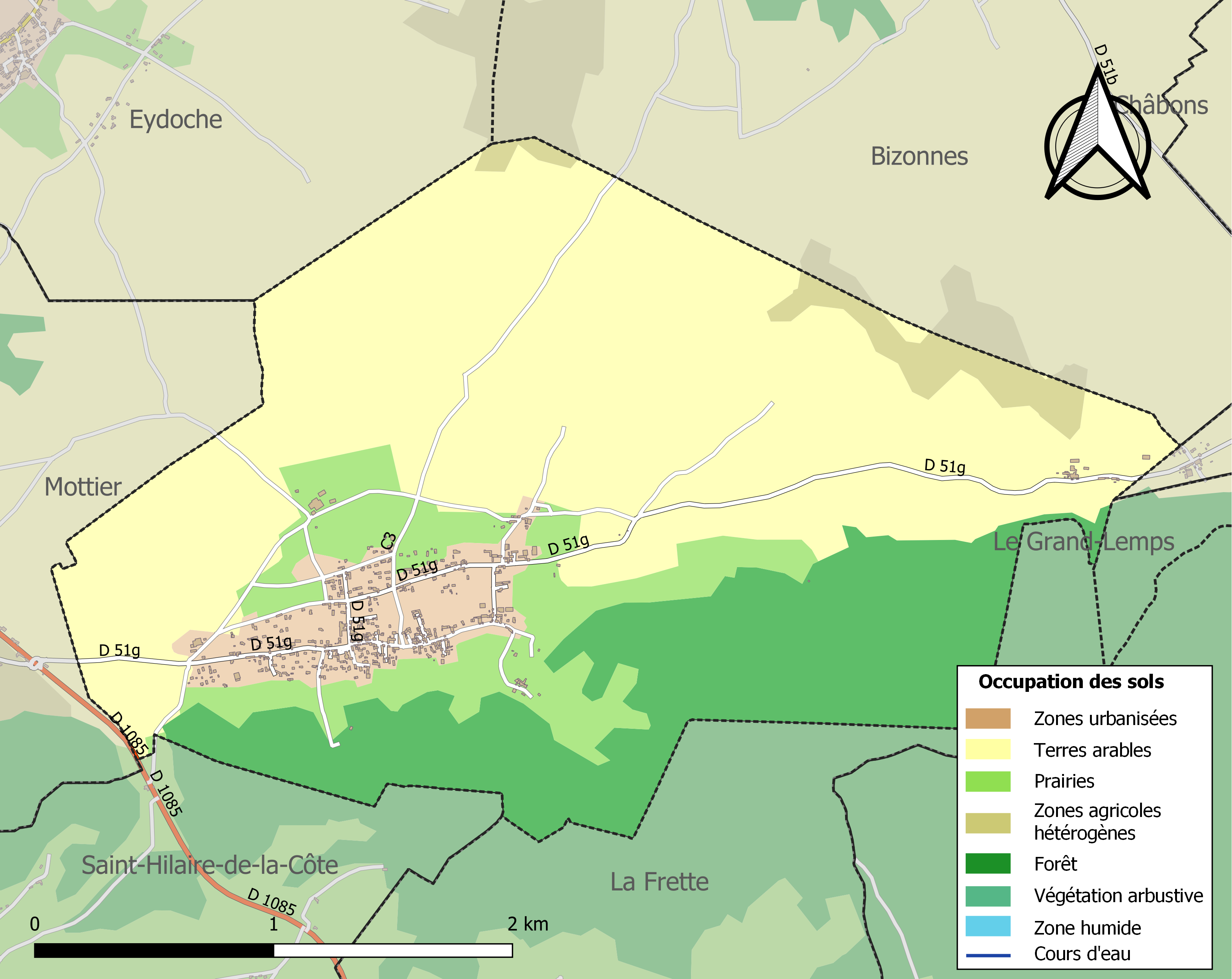
Carte des infrastructures et de l'occupation des sols de la commune en 2018 (CLC).

### Risques naturels et technologiques

#### Risques sismiques
L'ensemble du territoire de la commune du Longechenal  est situé en zone de sismicité n°3 (sur une échelle de 1 à 5), comme la plupart des communes de son secteur géographique, mais non loin de la zone n°4, située plus à l'est.
| Type de zone | Niveau            | Définitions (bâtiment à risque normal) |
| ------------ | ----------------- | -------------------------------------- |
| Zone 3       | Sismicité modérée | accélération = 1,1 m/s2                |

## Toponymie
Le village se dénommait Longus Canalis au Moyen Âge (XIe siècle).
Selon André Planck, auteur du livre L'origine du nom des communes du département de l'Isère, le nom de Longechenal est lié à la canalisation d'anciens ruisseaux réunis en un seul cours d'eau afin de drainer les eaux marécageuses du secteur. Toujours, selon cet ouvrage, ce cours d'eau a été recouvert au cours des années 1930.

## Histoire

### Préhistoire et Antiquité
Le secteur actuel de la commune de Longechenal se situe à l'ouest du territoire antique des Allobroges, ensemble de tribus gauloises occupant l'ancienne Savoie, ainsi que la partie du Dauphiné, située au nord de la rivière Isère.

## Politique et administration

### Liste des maires
| Période                                  | Période               | Identité             | Étiquette | Qualité                                    |
| ---------------------------------------- | --------------------- | -------------------- | --------- | ------------------------------------------ |
| av.1951                                  | ?                     | Louis Chavant        | CNIP      | Agriculteur, producteur de pommes de terre |
|                                          | 1989                  | Joseph Thomas Billot |           |                                            |
| 1989                                     | 1995                  | Liliane Bonnet       |           |                                            |
| 1995                                     | 1998                  | Sylvain Hiver        |           |                                            |
| 1998                                     | mai 2004              | Daniel Lanfrey       |           |                                            |
| juin 2004                                | juin 2009 (démission) | Pierre Champonnet    |           |                                            |
| juin 2009                                | octobre 2009          | Jean-Louis Guaitoli  |           | Premier adjoint, assure l'intérim          |
| 4 octobre 2009                           | mars 2014             | Bernard Chorier      |           |                                            |
| mars 2014                                | 2020                  | Alain Passinge       | SE        | Cadre                                      |
| 28 juin 2020                             | En cours              | Charles Ferrand      |           |                                            |
| Les données manquantes sont à compléter. |                       |                      |           |                                            |

## Population et société

### Démographie
L'évolution du nombre d'habitants est connue à travers les recensements de la population effectués dans la commune depuis 1793. Pour les communes de moins de 10 000 habitants, une enquête de recensement portant sur toute la population est réalisée tous les cinq ans, les populations de référence des années intermédiaires étant quant à elles estimées par interpolation ou extrapolation. Pour la commune, le premier recensement exhaustif entrant dans le cadre du nouveau dispositif a été réalisé en 2004.

En 2022, la commune comptait 605 habitants, en évolution de +7,27 % par rapport à 2016 (Isère : +3,07 %, France hors Mayotte : +2,11 %).
| 1793 | 1800 | 1806 | 1821 | 1831 | 1836 | 1841 | 1846 | 1851 |
| ---- | ---- | ---- | ---- | ---- | ---- | ---- | ---- | ---- |
| 465  | 538  | 634  | 679  | 687  | 675  | 714  | 705  | 666  |

| 1856 | 1861 | 1866 | 1872 | 1876 | 1881 | 1886 | 1891 | 1896 |
| ---- | ---- | ---- | ---- | ---- | ---- | ---- | ---- | ---- |
| 599  | 585  | 587  | 626  | 617  | 604  | 614  | 610  | 588  |

| 1901 | 1906 | 1911 | 1921 | 1926 | 1931 | 1936 | 1946 | 1954 |
| ---- | ---- | ---- | ---- | ---- | ---- | ---- | ---- | ---- |
| 612  | 616  | 570  | 504  | 506  | 487  | 485  | 436  | 388  |

| 1962 | 1968 | 1975 | 1982 | 1990 | 1999 | 2004 | 2006 | 2009 |
| ---- | ---- | ---- | ---- | ---- | ---- | ---- | ---- | ---- |
| 391  | 382  | 384  | 385  | 417  | 428  | 445  | 445  | 557  |

| 2014 | 2019 | 2022 | - | - | - | - | - | - |
| ---- | ---- | ---- | - | - | - | - | - | - |
| 570  | 584  | 605  | - | - | - | - | - | - |

### Enseignement
La commune est rattachée à l'académie de Grenoble.

### Médias
Historiquement, le quotidien à grand tirage Le Dauphiné libéré consacre, chaque jour, y compris le dimanche, dans son édition du Nord-Isère, un ou plusieurs articles à l'actualité du canton et de la commune, ainsi que des informations sur les éventuelles manifestations locales, les travaux routiers, et autres événements divers à caractère local.

### Cultes
La communauté catholique et l'église de Longechenal (propriété de la commune) sont rattachées à la paroisse de Sainte-Marie de Bièvre-Liers qui dépend du diocèse de Grenoble-Vienne.

## Culture et patrimoine

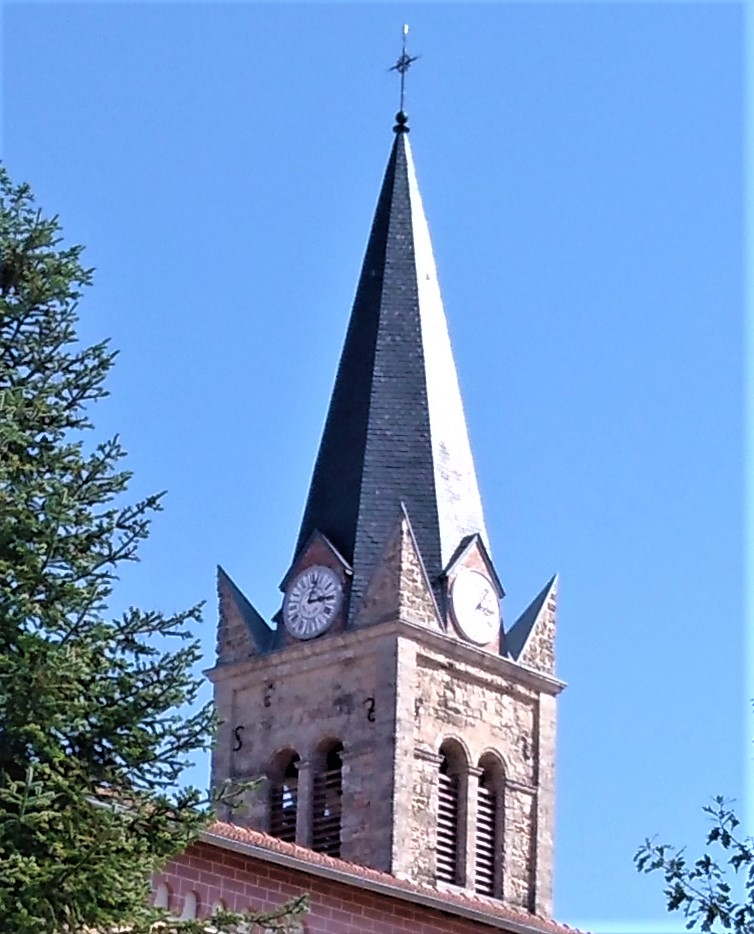
Longechenal (clocher de l'église)

### Lieux et monuments
- Église Saints-Pierre-et-Paul de Longechenal du XIXe siècle avec son clocher à quatre horloges typique de la plaine du Liers
- Petit oratoire à la Vierge
- Habitat rural en pisé et appareil de galets.
- Écomusée rural (appartenant à une personne privée). Ouvert en 2000 par Malou et Jacques Dorion, il ferme définitivement en décembre 2021. La collection est dispersée lors d'une vente aux enchères les 1er et 2 octobre 2022.

### Personnalités liées à la commune
- Abel Gabert, prêtre et compositeur. Il est né à Longechenal en 1861. Il entre au Petit Séminaire de La Côte-Saint-André en 1872 pour suivre sa scolarité. Après son ordination, il devient maître de chapelle à La Côte-Saint-André. En 1894, il devient maître de chapelle à l'église Notre-Dame de Plaisance à Paris. En 1907, il part aux États-Unis comme maître de chapelle à l'église de l'Assomption de Morristown, dans le New-Jersey, puis devient professeur à l'Université Catholique de Washington, dont il est fait Docteur Honoris Causa. Il est l'auteur de nombreuses cantates, motets, messes. Il finit sa vie à Grenoble[22].

### Héraldique
|  | Longechenal possède des armoiries dont l'origine et le blasonnement exact ne sont pas disponibles. |